# Syzygium lineatum
Syzygium lineatum är en myrtenväxtart som först beskrevs av Dc., och fick sitt nu gällande namn av Elmer Drew Merrill och Lily May Perry. Syzygium lineatum ingår i släktet Syzygium och familjen myrtenväxter. Inga underarter finns listade i Catalogue of Life.